# 曾志健中槍事件

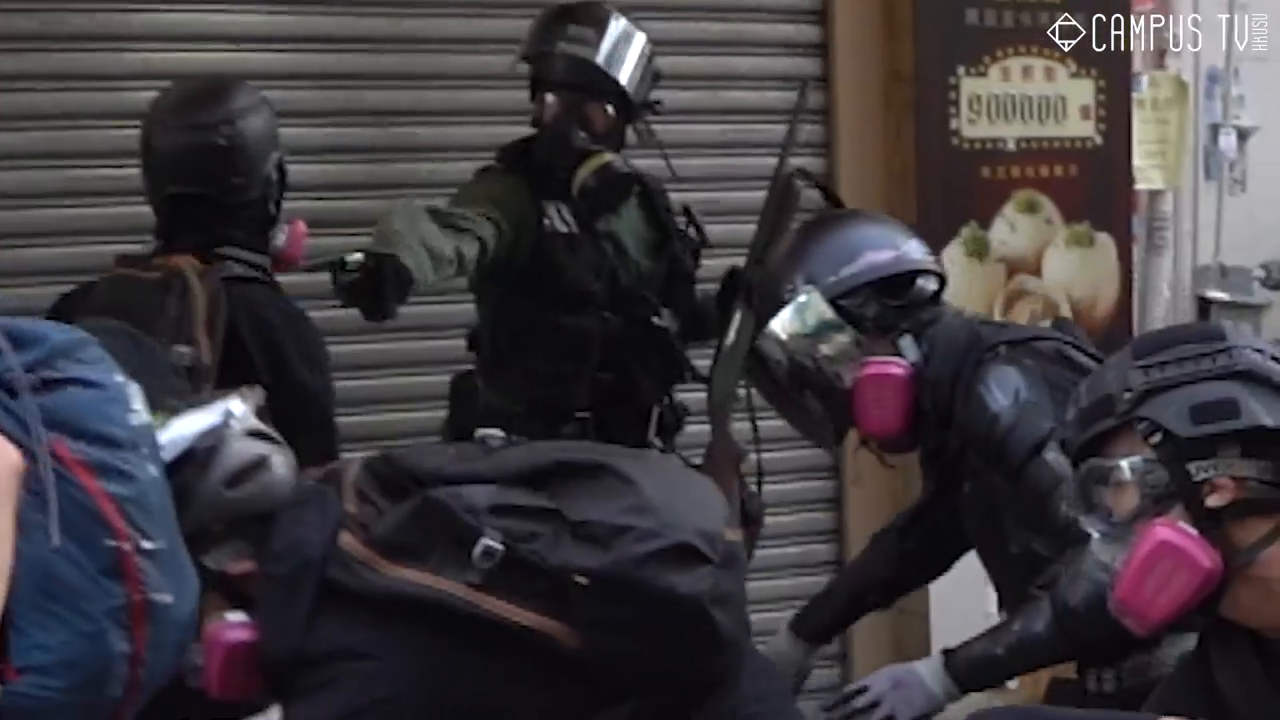
曾志健以棍狀物品攻擊防暴警員持槍右手，被實彈擊中其左胸，香港大學學生會校園電視錄到警員開槍一刻

曾志健中槍事件是指香港中五男生曾志健被香港警察以實彈擊中的一宗事件，為香港1997年主權移交後警察以實彈擊中示威者的首例。曾志健在參與2019年10月1日香港反對逃犯條例修訂草案示威時，在與其他示威者以金屬管攻擊落單警員期間，被開槍擊中左胸，後來曾志健被控一項參與暴動罪及兩項襲警罪，身旁同被防暴警察制服的香港理工大學博士生邱宏達亦被控一項參與暴動罪。事後曾志健聲稱流亡海外缺席區域法院聆訊，遭法庭發出拘捕令。到2022年7月於西貢潛逃時被捕，被控暴動、潛逃等罪名被判監禁3年11個月。而博士生邱宏達承認一項非法集結罪的交替控罪，被判監禁1年。同案另外4人在2021年5月經審訊後被裁定暴動及縱火等罪成，被判監禁51至56個月。

## 背景
2019年6月，香港政府提出《逃犯條例》修訂草案引發大規模示威，觸發一連串的警民衝突，然而香港政府卻拒絕讓步、警察被批評使用過度武力，促使示威持續升級。在7月1日反修例示威者佔領立法會後，示威潮很快隨著暴力升級席捲全港各地、「遍地開花」，此後示威成為新常態，示威者使用「流水式示威（Be Water）」為策略，提倡「快閃」行動，在全港各區道路設障、到大型商場聚集，使用靈活的野貓式行動對抗警察。
事件中遭到槍擊的示威者曾志健於事發時18歲，於荃灣公立何傳耀紀念中學重讀中五，並擔任該校仁社副社長以及籃球校隊的成員，同時他也加入了校內的反修例關注組。香港司法機構引述曾志健的背景時指他沒有任何刑事紀錄、記述了曾氏於2017年3月確診抑鬱症。

## 中槍

### 10月1日示威
香港民主派組織民間人權陣線原定在2019年10月1日發起「沒有國慶，只有國殤」大遊行，但在9月27日遭香港警方發出反對通知書。事後，民陣召集人岑子杰指相信「港人懂得於政治高壓環境下找到回應方式」，又呼籲民眾集體穿著黑衣。遊行申請遭駁回後，部分議員主動以個人名義承接原定遊行路線，民間也發起「十一國殤」集會，號召民眾在國慶日當天在荃灣、灣仔、黃大仙、深水埗、屯門、沙田六區集會，呼籲全民黑衣，前述集會遊行均未有申請不反對通知書。10月1日上午11時開始，全港多區開始有大批民眾聚集，當天約有十萬人參與「國殤遊行」，警察則在各地截查市民。有示威者在銅鑼灣焚燒中華人民共和國國旗，屯門與灣仔等地示威者對空灑出冥紙，表示紀念「國殤」。在遊行活動開始前，香港警方透過流動網絡營辦商發送短訊提醒民眾，全港各區「預期有未經批准的公眾活動，可能造成混亂」，而包括荃灣站在內的多個港鐵站也因應示威活動提早關閉。

### 荃灣
下午1時，荃灣區沙咀道聚集逾千名示威者，之後他們開始開始遊行，隨後在青山公路的商場千色匯門口遇到警察防線。下午3時許，警方在荃灣發射了第一輪催淚彈，強使示威者退回到大河道，近百名示威者則轉入海壩街，繼續與警察發生衝突。在海壩街與啟志街交界，大批示威者築起傘陣，向警方投擲磚塊和汽油彈，警察在下午4時對他們進行驅散，押走示威者時再遭其他示威者衝擊。
下午4點10分，警察開始撤退至鱟地坊，數十名示威者跟隨，步行穿過大河道，繞過停駛在路邊的巴士，在大閘蟹專門店前與撤退中的警察發生衝突，隨後又手持雨傘和金屬棒追打一名防暴警察；該名警員在跑到一間生煎包店門口前時踩到瓦通紙滑倒，遭到幾名示威者圍毆，警察隨即釋放催淚彈。同一時間，一名右手舉起手槍、左手握著可以發射布袋彈或橡膠子彈長槍的警察衝向示威者，一名左手持藍色浮板、右手持不足2英尺棍棒的示威者（即曾志健）揮棍打向該名警察，兩人距離一個身位。
曾志健向警員揮棍，該名警察則在沒有任何警告的情況下，使用手上的史密斯威森軍警型左輪手槍擊中了曾志健的左胸，其他示威者隨即散開。中槍的示威者向後倒下，剛剛壓倒一名警員；另外一名示威者（大學生邱宏達）欲走近曾志健，但被警員撲倒制服。他隨即倒地並大叫中槍：「我中槍了，不知道哪裡中槍，我心口很痛，我需要去醫院！」，稱不知受傷位置，並自行脫下面罩，其時他口唇蒼白，之後躺在路邊。

### 檢視傷勢及取走證物
曾志健在中槍倒地3分鐘後，始獲得警務人員查看傷勢。期間有警員試圖拾起在曾志健身旁的兩英尺長管狀物，但疑隨即被同袍叫停，另一警員從不遠處拿來一枝長度逾一米及尖頭的黑色長鐵枝，並一併拿走浮板、頭盔及面罩等證物，但事發時《法新社》拍到的相片及影片顯示曾志健只是手持長度不足兩尺的白色棍狀物，警方的做法被指疑企圖栽贓。警方及後澄清，警務人員當時檢證以證實現場為「暴動現場」，從沒說所有在場檢獲的物件均屬於曾志健。

### 入院治療及被控襲警
曾志健左肺被子彈打穿，其中一塊子彈碎片穿透肺部，接近大動脈，距離心臟左邊僅約3厘米。10月1日晚，曾志健接受約4小時手術，取出子彈碎片，並轉往深切治療部留醫，情况危殆。他手術後清醒，毋須使用呼吸機。
在10月2日的警方例行記者會，警務處副處長（行動）鄧炳強宣稱有一位警員擎槍戒備時，其中一名「暴徒」未有退後反而走向同事用「鐵通」襲擊，同事感到生命受到極大威脅，所以開槍制服「暴徒」，但多個傳媒在現場拍得曾志健當時手持的疑似為「白色管狀物」。。
10月3日，荃灣公立何傳耀紀念中學中五生曾志健被控於荃灣參與暴動罪及兩項襲警罪。當日曾經走近曾志健及拿起他之前手持白色棍狀物的香港理工大學博士生邱宏達，被控於荃灣參與暴動罪。案件於同日在沙田裁判法院提堂，曾志健因傷缺席聆訊，他於翌日獲法官批准以5000元保釋外出，案件押後至11月14日再訊。

### 曾志健申法援遭到拒絕 署方稱警方開槍「合理」
2020年8月14日，曾志健有意向入稟開槍警追討人身傷害賠償，並嘗試申請法援。不過法援署稱警方向曾志健的身體開槍「合理」，認為「未能證明你有合理理由提出訴訟」，拒絕其申請。曾志健透過第三方回應，對此感到失望及憤怒，認為法援署決定涉及政治因素，曾志健會永遠不會忘記這件事對我的傷害。法援署表示在《個人資料（私隱）條例》及《法律援助條例》下，不能就任何個案提供資料。

### 同案博士生被告認非法集結
理大物理系博士生邱宏達在事發期間拯救中槍的曾志健，其後被控暴動罪。經控辯雙方認罪協商後，被告於2021年9月16日在區域法院承認非法集結罪，作為暴動罪的交替控罪。辯方在庭上讀出被告親自撰寫的求情信，提及自己希望將來能夠成為偉大的科學家，也希望自己日後能夠孕育出一位偉大的香港科學家；又指雖然要面對審訊壓力和家人的擔憂，不過自己仍然努力完成博士學位課程，並發表學術論文。被告亦指出：「當通過種種磨練後最終能夢想成真，我的故事會否也成為日後香港人的逆境奮鬥故事。」最後他在2021年10月，被判監禁一年，到2022年6月11日刑滿出獄。前區議員李傲然接他出獄，形容他消瘦不少。

## 事件爭議

### 支持警方
警務處處長盧偉聰於10月1日晚上11時52分在警察總部大堂見記者，指該名中槍學生的膊頭附近位置中槍，盧偉聰指傷者涉嫌襲警被捕，警方會作調查，再決定是否落案，認為警員因感到自己及同袍生命受威脅而開槍是「合理、合法、合乎指引」。
前香港特別行政區行政長官梁振英在社交網站向校方施壓，要求荃灣公立何傳耀紀念中學校長開除該名中槍學生學籍，並稱被槍傷的學生為「暴徒」。
中國官方新華社發表評論文章指，現場警員是因為生命受到嚴重威脅，因此被迫向曾志健開槍，「完全合法、合理和正當」，同時指責曾志健所屬的荃灣公立何傳耀紀念中學不批評學生違法暴力行為，反而指責警察違規與越權及呼籲社會各界接納施暴學生，反映為師者出現「導向偏差」。香港親北京政黨民建聯立法會議員陳克勤表示，警員開槍的做法可以「阻止『暴徒』襲擊的行為」，他自己認為那是「合情、合理、合法、合規」。另一香港親北京政黨工聯會立法會議員麥美娟則呼籲民主派議員譴責示威者的暴力行為，不要再有「任何遐想」。

### 質疑警方
立法會議員涂謹申指，警員持槍主動走近示威者，開槍是否屬於自衛，值得質疑。民主派立法會議員在2019年10月1日晚上發表聯合聲明，強烈譴責警方不必要將武力升級，使用足以致命的實彈，批評該名警員近距離開槍，似攻擊多於自衞，加上每名警員的防禦和攻擊裝備十足，質疑是否有必要使用實彈。「民間記者會」發言人表示，曾志健只是為了保護自己和其他人，但是警員沒有按《警察通例》規定先發出口頭警告的情況下開槍。發言人同時指出，該警員手持的布袋彈槍是殺傷力較低的武器，質疑該警員為什麼立刻決定使用致命武器。
香港公共醫療醫生協會質疑警方「生命受嚴重威脅」的說法，質疑為何不以次級武力向非致命部位開槍，批評警員的行徑「與行刑無異」。香港教育專業人員協會質疑警員事發時舉槍衝前，並在近距離向該名學生使用致命武力的恰當性和相稱性，並對事件予以強烈譴責。國際特赦組織香港分會對香港警方處理示威手法表示震驚，呼籲香港警方檢視執法手段，防止有更多性命受威脅。
《紐約時報》試圖分析曾志健中槍影片，指出根據聯合國基本規範，執法官員面臨死亡或重傷的急迫威脅時，必須事先明確警告才可動用槍械，質疑開槍警員未事先警告就扣下扳機，指香港警察執法可能沒有遵守聯合國規範。英國外交及聯邦事務大臣藍韜文發聲明指出，當局以實彈對付示威者不符比例，只會激化局勢。
明報委託中大傳播與民意調查中心調查，結果反映有48.1%受訪者認同「警察當時根本不應該向示威者開槍」。

## 聲援行動
2019年10月2日，曾志健就讀的荃灣公立何傳耀紀念中學在有學生罷課，另有逾百名校友與校方對話。「中學生罷課籌備平台」於10月1日晚急召學生再次罷課，聲援曾志健。6間中學包括莊啟程預科書院、中華基督教會銘基書院等的學生反修例關注組發起10月2日罷課。英華書院反修例運動關注組稱約200人響應緊急呼籲罷課，為反修例風波以來最多的一次。
同日，荃灣公立何傳耀紀念中學校方派代表發新聞稿，新聞稿表示對有學生中槍受傷感到十分難過和擔憂，事發後校長和老師已立即前往醫院探望傷者，及向學生親人致以問候。校方已啟動「危機處理小組」，由教育心理學家、社工、教師輔導學生情緒，並會全力支援傷者和家人，同時希望學生參與公眾活動時注意安全、遠離危險，以及希望傷者早日康復。
同日下午，有團體在荃灣公立何傳耀紀念中學校外舉行民間記者會，以「自由之心不死，奈何以槍斃之」為主題。另有逾千名白領人士響應網上號召，在下午一時許在中環參與「快閃遊行及集會」，對警員在開槍打傷曾志健表達不滿。同日晚上，大批市民昨晚響應網上號召於包括荃灣等香港八個不同地區集會，聲援曾志健。

### 後續行動
民間人權陣線召集人岑子稱，會就10月1日警察用實彈射擊曾志健發起行動。

### 校董會回應
2019年10月5日，荃灣何傳耀紀念中學法團校董會發稿回應，強調曾志健是「何中的一份子，我們絕不會離他而去」，亦承諾不會開除其學籍，呼籲各界接納曾志健，給予他重新出發的機會。校董會又指，不同意任何暴力，包括警察違規及越權的暴力，都必須予以譴責。
2019年10月6日，針對以上校董會的回應，中華人民共和國國家通訊社新華社刊登題為「為師者豈能如此顛倒黑白」的文章，批評校方包庇涉事學生。教協認為新華社點名是對學校施壓。 

## 相關後續事件
2020年12月14日，曾志健的15歲女友流亡海外至英國，截至2020年時為目前已知的香港最年輕流亡抗爭者，她表示離港前被身份不明人士跟蹤。
2020年12月22日，曾志健缺席區域法院聆訊，遭法庭發出拘捕令。曾志健通過在英港人組織「Friends of Hong Kong」發表聲明。聲明中提及他曾於10月27日向美國駐港領事館尋求協助，但被職員「無法幫忙」而要求離開，他感到被「出賣」。同案另一名21歲的被告亦在2021年2月21日缺席聆訊。
聲明指，曾志健等人現時與一名擁有美國公民身份的抗爭者同住，未有透露目前身處的地點。。聲明亦提及，他認為不應接受任何因抵抗極權而觸犯的罪行與其刑罰。曾志健亦在庭審聆訊前透過「Friends of Hong Kong」聯絡蘋果日報，直言他不會出席聆訊，「自投羅網」，而寧願活在拘捕令下逃亡。
事隔兩年後，2022年7月13日，一個居英港人組織稱已經在海外流亡的曾志健連同另外三名人士於西貢區被新界南總區重案組拘捕。曾志健連同其中兩名通緝人士於7月14日在區域法院提堂。消息指，曾志健於2020年透過海外組織對外聲稱自己已流亡海外，但實際上是與另一名被緝捕歸案的馮姓男子於荃灣及葵涌至少3處地點匿藏長達一年，包括iPLACE、星星中心以至「昇柏山」。4人在轉移時受到極不人道對待，有人將他們放進大紙箱，當作貨物運送到新目的地。4人每次均不知道下一個藏身地位置，如同「俾人賣豬仔，唔知去咩地方」。在其中一個沒有窗戶的工業大廈「黑房」單位，4人足不出戶有一年，近一年多未有剪頭髮，其間只會有人派發食物充飢，到2022年初情況每況愈下，食物供應更被中斷，他們由3月開始只靠僅餘的存款購買餅乾充飢。警方國安處高級警司李桂華稱，曾志健連同3人曾累計支付40多萬元作為偷渡費，稱被要求拍片講述交代生活困苦的情况及鞠躬，以發起眾籌，不過事後並沒有收到任何款項。李同時形容匿藏情况猶如「賣豬仔」，並不人道。曾志健與馮姓男子同日早上被警員鐵鏈纏身押到法庭，二人在上庭時神情憔悴，披頭散髮，長髮及肩。
到2023年10月18日判刑當日，西九龍裁判法院暫委法官嚴舜儀指，曾志健手持自製盾牌及金屬棒，屬有備而來，與其他示威者對落單警員窮追不捨，恃人多勢眾行使暴力，性質惡劣，又指曾志健患抑鬱症、槍傷非減刑因素。至於潛逃案，嚴舜儀指年輕被告明顯受人慫恿，如果不是有人危言聳聽、出謀獻策，他們根本沒能力、甚至不會藏匿及偷渡。就協助他們匿藏的男子，嚴舜儀指沒證據顯示他是主腦，惟協助租用匿藏單位及安排食宿，罪責遠高於另外 3 人。總括而言，曾志健兩案的總刑期為 47 個月（3年11個月），另外兩男分別被判10及20個月監禁，案發時未成年的14歲男生被判入教導所。
其後的法庭資訊於2019年10月1日香港示威中刊載。

## 其他條目
- 香港警察相關爭議及犯罪指控
- 爆眼少女案
- 維比·英達
- 2019年11月西灣河開槍事件
- 陳以晉案